# Шаппа, Морис

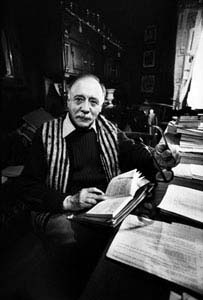
Эрлинг Мандельманн. Портрет Мориса Шаппа, 1983

Морис Шаппа (фр. Maurice Chappaz, 21 декабря 1916, Лозанна – 15 января 2009, Мартиньи) – швейцарский поэт, прозаик, переводчик, писал на французском языке.

## Биография
Окончил частную школу при аббатстве Святого Маврикия в кантоне Вале. Поступил на юридический факультет Лозаннского университета, затем перешел на филологический факультет Женевского университета, но через несколько месяцев покинул и его. Первые шаги Шаппа в литературе поддержали Шарль Фердинанд Рамю и Гюстав Ру, с последним он дружил и переписывался до самой его смерти.
В 1942 встретил Корину Бий, на которой в 1947 женился, у них родились трое детей. Путешествовал по Европе и миру, бывал в Лапландии, на Тибете, в России (1974 и 1979) и Китае, в Ливане, в США и Канаде. Занимался журналистикой, много сил отдал экологии, сменил несколько профессий, времена взлета сменялись периодами тяжелой депрессии.
После смерти Корины Бий в 1979 занимался публикацией её наследия, переводил Вергилия и Феокрита. Книги Шаппа не раз иллюстрировали крупные художники, чаще других — Жерар де Палезьё.

## Избранные произведения
- Les Grandes Journées de printemps (1944, переизд 1966)
- Завещание Верхней Роны/Testament du Haut-Rhône (1953, переизд. 1966, 2003)
- Le Valais au gosier de grive (1960)
- Chant de la Grande Dixence (1965)
- Un homme qui vivait couché sur un banc (1966)
- Панихида/ Office des morts (1966)
- Tendres Campagnes (1966)
- Зелень ночи/ Verdures de la nuit (1966)
- La Tentation de l'Orient: lettres autour du monde (1970)
- La Haute route, suivi du Journal des 4 000 (1974, переизд. 1995, 2007, 2011)
- Les Maquereaux des cimes blanches (1976)
- Portrait des Valaisans: en légende et en vérité (1976)
- Adieu à Gustave Roud (1977, в соавторстве с Филиппом Жакоте и Жаком Шессе)
- Избранное/ Pages choisies: avec un inédit (1977)
- Стихотворения/ Poésie (1980)
- À rire et à mourir: récits, paraboles et chansons du lointain pays (1983)
- Les Maquereaux des cimes blanches, précédé de La Haine du passé (1984)
- Journal des 4000 (1985)
- Le Livre de C (1987)
- Le Garçon qui croyait au paradis, повесть (1989)
- La Veillée des Vikings, проза ( 1990)
- Le Gagne-pain du songe: correspondance 1928-1961, письма (1991)
- Journal de l'année 1984: écriture et errance, дневник (1996)
- La Tentation de l'Orient: lettres autour du monde, путевые записки (1997)
- L'oeil d'ombre: correspondance 1944-1981, письма (1997)
- Bienheureux les lacs (1998)
- Partir à vingt ans, предисловие Жана Старобинского (1999)
- Евангелие от Иуды/ Évangile selon Judas, повесть (2001)
- Le Voyage en Savoie: du renard à l'eubage (2001)
- À-Dieu-vat!, entretiens avec Jérôme Meizoz (2003)
- Se reconnaître poète?: correspondance 1935-1953, письма (2007)
- La Pipe qui prie et fume (2008)
- Autour de liberté à l'aube. Correspondance 1967-1972, письма  (2010)
- Journal Intime d'un Pays (2011)

## Сводные издания
- Poésie de Maurice Chappaz. 1-3. Vevey: Galland, 1980-1982

## Признание
Получил несколько премий в Швейцарии и во Франции, включая премию кантона Вале за совокупность созданного (1985) и швейцарскую премию Шиллера (1997). Командор Ордена искусств и литературы (2001).